# Dragonball Super: Broly
Dragonball Super: Broly ist der 20. Anime-Film, der auf Akira Toriyamas Manga Dragon Ball basiert. Der 2018 veröffentlichte Film ist der erste der Dragon-Ball-Super-Reihe. Der Film spielt nach den Ereignissen der Universums-Turnier-Saga.
Das Budget betrug etwa 8,5 Mio. US-Dollar.
Im Gegensatz zu den Broly-Filmen Der legendäre Super-Saiyajin, Brolys Rückkehr und Angriff der Bio-Kämpfer spielt Dragonball Super: Broly  im gleichen Kanon wie die Serie.

## Handlung
Vor 41 Jahren wird die Heimatwelt der Saiyajin, Planet Vegeta, von King Cold regiert, der dann das Kommando an seinen Sohn Freezer abgibt. Das Königreich der Saiyajin muss nun Freezer dienen und wird Teil der Freezer Armee. König Vegeta – der Anführer der Saiyajin – glaubt, dass sein Sohn Prinz Vegeta (Vegeta der Vierte) ein Wunderkind ist, das dazu bestimmt ist ihr Volk zu befreien. Als er von Broly erfährt, einem saiyajinischen Baby das mit einem ungewöhnlichen Leistungsniveau geboren wurde, das das seines Sohnes übertrifft, verbannt er diesen Broly auf den fernen Planeten Vampa.
Brolys Vater Paragus folgt seinem Sohn; Da ihre beiden Schiffe beschädigt werden sitzen sie auf Vampa fest. Paragus schwört, Broly zu einem mächtigen Krieger zu machen der sich an König Vegeta rächen soll. 
Fünf Jahre später wird ein saiyanjischer Krieger der unteren Klasse namens Bardock Freezer gegenüber misstrauisch, da er alle Saiyajin gleichzeitig nach Planet Vegeta zurückruft. Sofort nachdem Bardock auf seinem Planeten landet, sucht er seine Frau auf, um zusammen mit ihr den gemeinsamen Sohn Kakarot bzw. Son Goku zur Erde zu schicken. Sein Verdacht wird bestätigt, als Freezer den Planeten Vegeta zerstört. da er von einer Legende erfuhr, nach der ein Super-Saiyajin ihn eines Tages besiegen wird.
Fast die komplette Rasse der Saiyajin wird durch die Explosion des Planeten ausgelöscht. Nur wer sich nicht auf dem Planeten befand, konnte den Genozid überleben. Prinz Vegeta, der gerade dabei ist einen fremden Planeten zu erobern, erfährt kurz darauf vom Untergang seines Heimatplanetens. Allerdings wird ihm und seinem Außenteam (bestehend aus Nappa, Raditz und zwei weiteren unbekannten Saiyajin) gesagt, dass die Ursache für die Vernichtung des Planeten ein Meteorit gewesen sein soll. Die einzigen überlebenden Saiyajin sind somit Vegetas Außenteam (insgesamt 5 Saiyajins), Son Goku auf der Erde, sowie Broly zusammen mit Paragus auf dem Planeten Vampa.
In der Gegenwart trainieren Son Goku und Vegeta auf einer Insel mit Bulma, Beerus und Whis. Bulma wird von Trunks kontaktiert, der sie darüber informiert, dass sechs der Dragon Balls (die Bulma gesammelt hatte, um fünf Jahre jünger auszusehen) von Freezers Soldaten gestohlen wurden. Son Goku, Vegeta, Bulma und Whis reisen in die Arktis, um den siebten Dragon Ball zu finden, bevor Freezer (der sich wünschen will 5 cm größer zu werden), ihn finden kann. In der Zwischenzeit werden Broly und Paragus von Cheelai und Lemo, zwei niederen Soldaten der Armee Freezers die auf der Suche nach neuen Rekruten sind, von Vampa gerettet. Sie werden zu Freezer gebracht, der sie rekrutiert um ihm zu helfen Son Goku und Vegeta zu besiegen. Cheelai entwendet von Paragus die Fernbedienung, die Brolys Kraft unterdrückt und zerstört sie. 
Die beiden Gruppen treffen in der Arktis aufeinander, wo Paragus Broly befiehlt Vegeta anzugreifen. Broly kämpft erst gegen Vegeta und dann gegen Son Goku. Broly wird im Verlauf des Kampfes immer stärker und holt ihre Super-Saiyan-Gottformen ein. Freezer ermordet Paragus und Brolys Wut über den Tod seines Vaters führt dazu, dass er sich in einen Super-Saiyajin verwandelt. Er überwältigt Son Goku und Vegeta mit seiner neuen Kraft, weswegen diese ihn dazu bringen, statt ihnen Freezer anzugreifen. Anschließend teleportieren sie sich zu Piccolo. Son Goku und Piccolo bringen Vegeta bei, wie man die Fusions-Technik verwendet. Nach zwei misslungenen Versuchen verschmelzen Son Goku und Vegeta erfolgreich zu Gogeta und teleportieren sich zurück aufs Schlachtfeld. Gogeta besiegt Broly und ist im Begriff ihn mit einer mächtigen Energiewelle auszulöschen, aber Cheelai und Lemo, die sich mit Broly angefreundet hatten, rufen den Drachen Shenlong mit den Dragonballs, und nutzen ihren Wunsch um Broly nach Vampa zurückzubringen.
Freezer zieht sich zurück und verspricht, ein anderes Mal zurückzukehren. Später trifft sich Son Goku mit Broly, Cheelai und Lemo auf Vampa. Er möchte, das sie Freunde werden und stellt ihnen verschiedene Überlebensvorräte von der Capsule Corp. zur Verfügung. Bevor Son Goku sich zur Erde zurückteleportiert, erklärt er sein Verlangen, sich eines Tages erneut mit Broly messen zu wollen.

## Synchronisation
| Rolle             | Originalsprecher                     | Deutscher Sprecher       |
| ----------------- | ------------------------------------ | ------------------------ |
| Son Goku          | Masako Nozawa                        | Tommy Morgenstern        |
| Vegeta            | Ryō Horikawa                         | Oliver Siebeck           |
| Freezer           | Ryūsei Nakao                         | Thomas Schmuckert        |
| Paragus           | Katsuhisa Hōki                       | Erich Räuker             |
| Bulma             | Aya Hisakawa                         | Claudia Urbschat-Mingues |
| Broly             | Bin Shimada Yoshika Morishita (jung) | Gerrit Schmidt-Foß       |
| Cheekai           | Nana Mizuki                          | Nicole Hannak            |
| Lemo              | Tomokazu Sugita                      | Gerald Schaale           |
| Whis              | Masakazu Morita                      | Oliver Feld              |
| Piccolo           | Toshio Furukawa                      | David Nathan             |
| Beerus            | Kōichi Yamadera                      | Oliver Stritzel          |
| Bardock           | Masako Nozawa                        | Björn Schalla            |
| König Vegeta      | Banjō Ginga                          | Reinhard Scheunemann     |
| König Cold        | Ryūzaburō Ōtomo                      | Marco Kröger             |
| Raditz (als Kind) | Shigeru Chiba                        | Nick Forsberg            |
| Nappa             | Tetsu Inada                          | Tim Moeseritz            |
| Trunks            | Takeshi Kusao                        | Sebastian Kluckert       |
| Son Goten         | Masako Nozawa                        | Marcel Mann              |
| Prinz Pilaf       | Shigeru Chiba                        |                          |
| Mai               | Eiko Yamada                          |                          |
| Shenlong          | Ryūzaburō Ōtomo                      |                          |

## Veröffentlichung
Die Weltpremiere von Broly fand am 14. November 2018 im Nippon Budokan in Tokio statt. Am 14. Dezember 2018, genau einen Monat später kam er in die japanischen Kinos. Vertrieben wird er von Tōei Animation und 20th Century Fox. In den USA erschien der Film am 16. Januar 2019. Die deutsche und österreichische Kinopremiere erfolgt am 29. Januar 2019 im Original mit deutschen Untertiteln in rund 200 Kinos im Rahmen der KAZÈ Anime Nights 2019. Aufgrund des großen Andrangs wurden zusätzlich zu der eintägigen Eventprogrammierung weitere Termine im Februar hinzugefügt. Im April 2019 gab der deutsche Vertrieb bekannt, dass der Film 2019 noch einmal mit deutscher Synchronisation in die Kinos kommen wird.

## Einspielergebnis
Broly spielte am ersten Wochenende in Japan 9,2 Mio. US-Dollar ein. Bislang spielte er in Japan über 34,6 Mio. ein.
In den USA spielte er am ersten Tag 7 Mio. Dollar ein. Mit einem derzeitigen Einspielergebnis von über 30,7 Mio. Dollar ist er der dritterfolgreichste Anime in den Staaten.
Der deutsch-untertitelte Start kam auf 73.000 Besucher am ersten Tag und wurde somit der bisher erfolgreichste Film des Verleihs.
Weltweit spielte der Film fast 111 Mio. US-Dollar ein.

## Kritiken
Der Film konnte bisher 82 % der Kritiker auf Rotten Tomatoes überzeugen und erhielt auf Metacritic einen Metascore von 59 von 100 möglichen Punkten.